# Elin Hakeman
Elin Augusta Hakeman, född 22 oktober 1896 i Hakarps socken, död 19 april 1992 i Älvsjö, var en svensk sjuksköterska och politiker, aktiv i Högerpartiet. Mellan 1948 och 1952 var hon ersättare till riksdagen, och under nästan ett årtionde var hon ledamot av Lidköpings stadsfullmäktige. Hon satt även i den nationella styrelsen för Svensk sjuksköterskeförening, och deltog i utredningar om svensk sjukvård.

## Biografi
Elin Hakeman föddes på Stensholms säteri i Hakarps socken 1896. Hennes far var den högerpartistiske riksdagsledamoten Karl Johan Alfred Gustafsson och hennes mor Augusta Johansson. Familjen kom att ta sitt efternamn, Hakeman, från socknen och den gård, Hakarps säteri, som även var i familjens ägo. Stora delar av familjen var engagerade i Högerpartiet, bland annat bröderna Fritiof Domö, minister för Högerpartiet i Samlingsregeringen, och Gunnar Hakeman.
Hakeman avlade sjuksköterskeexamen 1923 och verkade som sjuksköterska bland annat i Finspång och Gävle, innan hon under en längre tid var verksam i Lidköping. I Lidköping verkade hon först som röntgensköterska, innan hon blev  husmor vid länslasarettet mellan 1936 och 1951. Som husmor vid Lidköpings lasarett blev hon i augusti 1940 invald som ledamot i landstingets sjuksköterskeskola i Borås, och 1946 blev hon suppleant i Svenska Läkaresällskapets sjukhusförening. Hon blev även första distriktssköterska under sin tid vid länslasarettet. 1951 började hon istället som landstingsassistent i Mariestad, vid lanstinget för Skaraborgs läns centrala förvaltning. Där verkade hon fram till pensionen 1961.

## Politiskt engagemang
Hakeman var under början av 1940-talet med och bildade en kvinnogrupp inom Högerpartiet i Lidköpings kommun. Hon satt även i Lidköpings stadsfullmäktige som ledamot mellan 1942 och 1951, och var i andrakammarvalet i Sverige 1944 den enda kvinnan på Högerpartiets fem listor i Skaraborgs län. På tre av listorna stod hon då på tredje plats. Mellan 1948 och 1952 var hon ersättare till Sveriges riksdag. 1945 kallades hon som sakkunnig till Statens sjukhusutredning. 19 maj 1954 utsågs Hakeman till en av arton utredningsmän för en översyn av den öppna vården, en utredning bemyndigad av kungen och utsedd av inrikesdepartementets chef. I utredningen ingick även bland andra Nils Löwbeer, Elon Andersson, Bertil von Friesen, Eva Karlsson, Karin Collin, Jenny Täckholm och Inga Thorsson. Hon medverkade även som expert i en kommitté för översyn av hälso- och sjukvården framlagd i december 1962.
Hakeman var även ordförande i Svenska sjuksköterskeföreningens lokalavdelning i Skaraborgs län, samt i Röda Korset. Från sent 1940-tal till 1960 satt hon även i den nationella styrelsen för Svensk sjuksköterskeförening, som då leddes av Gerda Höjer.